# Minka Govekar
Minka Govekar (r. Minka Vasič), slovenska prevajalka, aktivistka in publicistka, * 28. oktober 1874, Trebnje, † 10. april 1950, Ljubljana.

## Mladost
Minka Govekar se je rodila v Trebnjem, očetu Ludviku Vasiču, zdravniku in materi Mariji, gospodinji. S starši se je dobro razumela. Šolala se je v Ljubljani, v meščanski šoli pri uršulinkah. Tam je največ znanja pridobila z branjem, njeni spisi so blesteli. Odločila se je postati učiteljica, saj je bila to tedaj skoraj edina možnost pridobitve izobrazbe za ženske. V času šolanja so prišle na dan njene aktivistične težnje - nasprotovala je krivicam, ki so se godile slovenskim gojencem, in se borila za uveljavljanje slovenskega jezika v izobraževalnem sistemu.
Po zaključenem šolanju je sprva poučevala slovanske jezike v Mirni Peči in kmalu pričela s prevajanjem iz ruščine, poljščine, nemščine, srbščine in hrvaščine. V tem času se je iz Dunaja, kjer je študiral medicino, v domovino vrnil Fran Govekar. Z Minko sta se spoznala v času njenega šolanja na plesnih vajah, po njegovi vrnitvi domov pa sta se poročila.

## Aktivizem
Fran je svoji Minki v času šolanja na Dunaju, pa tudi med bivanjem v Ljubljani, redno pošiljal kulturna, politična in znanstvena besedila - časopise, knjige, letake. Med njimi so bila tudi taka, ki so govorila o položaju žensk, kar je Minko spodbudilo k borbi za ženske pravice. O tem je pisala prispevke v tedanje slovenske časopise. Med njeno čtivo sta spadala tudi lista Slovenka in Vesna, ki sta prav tako podpirala borbo za pravice žensk. 
Leta 1901 je bila med ustanovitelji prvega slovenskega ženskega društva, po imenu Splošno slovensko žensko društvo. V društvo je delo tajnice opravljala 27 let. Društvo je za svojo glavno nalogo določilo prizadevanje za enakopravnost žensk na vseh področjih (dostop do izobraževanja, volilna pravica). V ta namen so organizirale shode in pisale peticije. Med njihove večje načrte je spadala akcija za ljubljansko žensko bolnišnico, ki ji je primanjkovalo opreme. Posegale so tudi v širše politično dogajanje. Podprle so Majniško deklaracijo, se trudile za osvoboditev vojnih in političnih ujetnikov, reševale posamične primere. 
Pri vsem tem je aktivno sodelovala tudi Minka, a si je s tem nakopala politično preganjanje. Tako je bila enkrat kaznovana zaradi pomoči ujetnikom, zaprtih zaradi širjenja komunizma, drugič pa ji je težave povzročilo nasprotovanje fašistični propagandi in uporabi nemščine. Podpirala je »moderniziranje materinstva«, kjer bi ženska bila izobražena mati in enakovredna svojemu možu. V okviru svojih aktivističnih prizadevanj je tudi veliko potovala, predvsem v avstrijske, hrvaške in srbske dežele, najbolj pri srcu ji je bilo sodelovanje s Čehinjami.

## Novinarska dejavnost
Minka Govekar je prva besedila ustvarila že v otroštvu, znanstvo s Franom je spodbudilo tudi pisanje člankov. Običajno je uporabljala psevdonime, med njimi je bilo ime Josip Trdina. Večji del svojega časa je pisanju za časopise namenila po poroki, ki je prenehala s službo učiteljice. Tedaj se je začela aktivneje ukvarjati tudi s prevajanjem in urednikovanjem. Prve prispevke je objavljala v časopisih Slovenski svet, Edinost in Slovenski narod. Kasneje je pisala še za Jutro, Domači prijatelj, Slovan, Ilustrovani tednik, Slovenka, Ženski svet, Glasnik JŽS. Njen glas je segel tudi čez meje - v češko Ženska Revue in avstrijski Frauen-Rundschau. Z možem sta sodelovala pri uredništvih Slovenskega naroda, Našega lista, Tedenskih slik in Domovine. Urejala je revijo Slovenska gospodinja in prilogo o gospodinjstvu v reviji Ženski svet.

## Pisanje, prevajanje in zadnja leta
Leta 1903 je bila natisnjena njena knjiga Dobra kuharica, leta 1908 pa zbornik Dobra gospodinja. Leta 1926 je uredila knjigo o ženskem gibanju Slovenska žena. Veliko je tudi prevajala. Leta 1902 je izdala zbirko kratkih zgodba Ruska moderna z uvodno literarno študijo, leta 1908 je prevedla in izdala Tolstojev roman Moč teme. Prevedla je več kot 50 dramskih del, predvsem iz ruščine, poljščine in nemščine.
Ob pisateljskem in prevajalnem delu ni zanemarila dela za ženske. Predavala je o ruskih in čeških pisateljicah, Zofki Kveder, o položaju žensk. Povsem govor o slednjem je bil toliko lažji, saj je doma živela to, o čemer je pripovedovala v javnosti. Njen zakon je prevevalo medsebojno spoštovanje in zaupanje, ki je zakoncema pomagalo prestati tudi tako težke preizkušnje, kot je bila smrt sina. Poleg njega sta imel še tri hčerke. 
Umrla je leta 1950, leto dni po smrti moža.